# Berenbusch

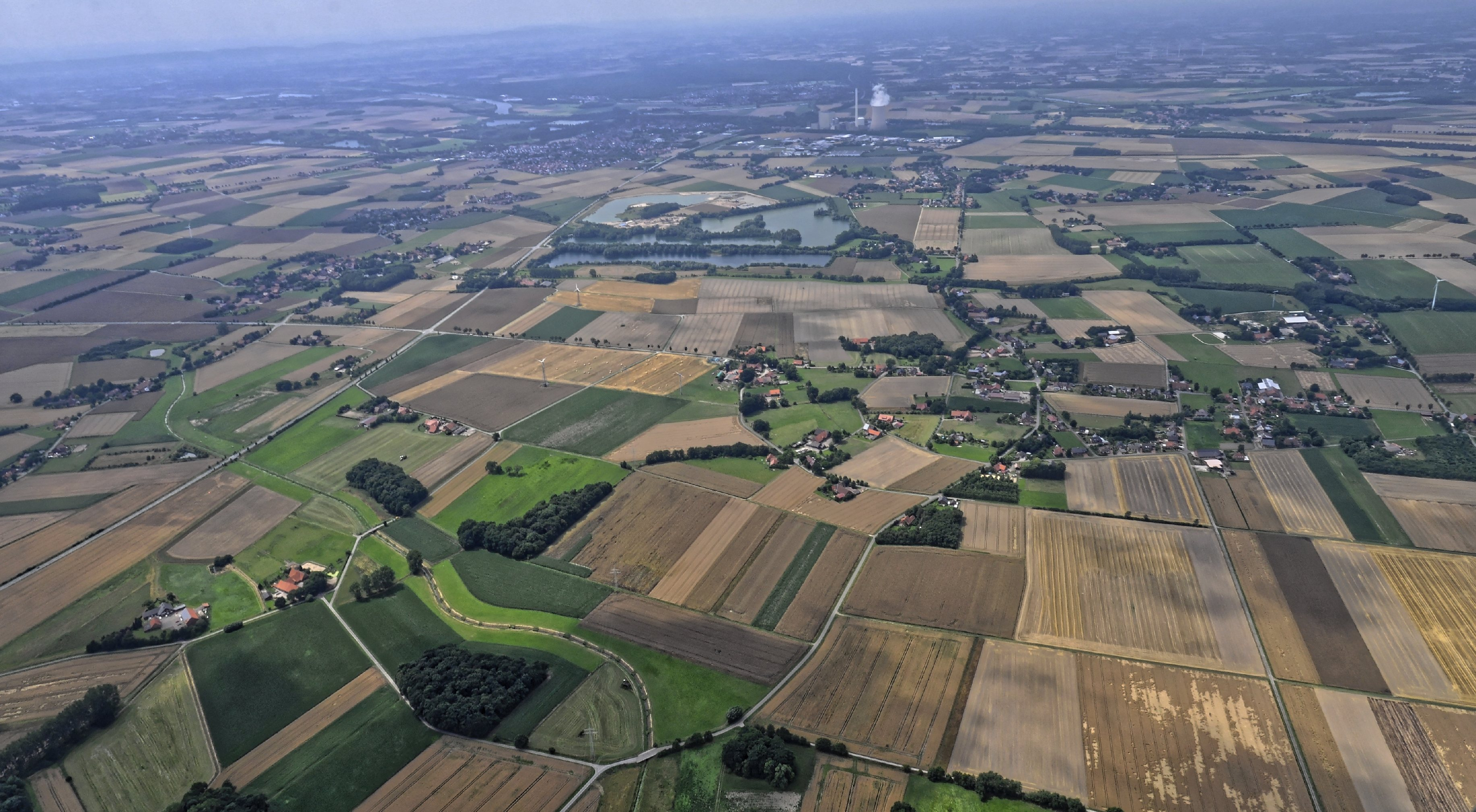
Ein Bild von oben

Berenbusch ist ein Ortsteil der Stadt Bückeburg im niedersächsischen Landkreis Schaumburg und liegt direkt an der westlich verlaufenden Landesgrenze zu Nordrhein-Westfalen.

## Geografie und Verkehrsanbindung
Der Ortsteil liegt nordwestlich des Stadtkerns von Bückeburg direkt am nördlich vorbeiführenden Mittellandkanal und ist an diese Bundeswasserstraße mit dem Hafen Berenbusch angebunden. Am westlichen Ortsrand fließt die Bückeburger Aue. Nördlich erstreckt sich der Schaumburger Wald. Südöstlich liegt das 65 Hektar große Naturschutzgebiet Bückeburger Niederung. Westlich verläuft die B 482 und südlich die B 65.

## Söhne und Töchter des Ortes
- Heinrich Siekmeier (1903–1984), Politiker (NSDAP) und SS-Führer